# Receptor sensorial
Los receptores sensoriales son más conocidos como terminaciones nerviosas o células especializadas capaces de captar estímulos internos o externos y generar en respuesta impulsos nerviosos. Transforman señales fisicoquímicas de diferentes tipos en señales eléctricas, convirtiendo la energía física en un potencial eléctrico mediante un proceso que se denomina transducción de señal. Los impulsos originados en los receptores son transportados al sistema nervioso central y procesados en distintas áreas dentro de la corteza cerebral, para proporcionar al individuo información de las condiciones ambientales que lo rodean o detectar el adecuado funcionamiento de los órganos internos. Existen receptores sensoriales en las fosas nasales que permiten oler, en el oído que hacen posible la audición, en el ojo para poder ver, también en la piel para proporcionar el sentido del tacto y percibir el dolor. Los receptores internos se encargan de numerosas funciones de gran importancia para mantener la homeostasis, entre ellas la detección de la presión arterial, la temperatura interna o la posición del cuerpo. Dependiendo del estímulo a que responden, los receptores sensoriales se clasifican en: fotorreceptores (luz), mecanorreceptores (tacto, presión, oído), termorreceptores (temperatura), quimiorreceptores (gusto, olfato, cuerpo carotídeo) y nociceptores (dolor), dentro de cada grupo se distinguen diferentes subtipos.

## Características de los receptores sensoriales
Los receptores sensoriales tienen las siguientes características:
- Excitabilidad. Capacidad de reaccionar ante estímulos externos o internos desencadenando un potencial de acción que se transmite hasta el cerebro.
- Especificidad. Cada receptor va a responder de manera más eficiente a un determinado tipo de estímulo (calor, frío, presión, luz, sonido).
- Adaptación. Si un receptor determinado recibe un estímulo continuo durante un periodo prolongado, responde en principio emitiendo una frecuencia de impulsos elevada, pero a medida que el estímulo persiste, la respuesta disminuye en intensidad y puede llegar a desaparecer, fenómeno que se denomina adaptación.[2]

## Estructura microscópica de los receptores sensoriales

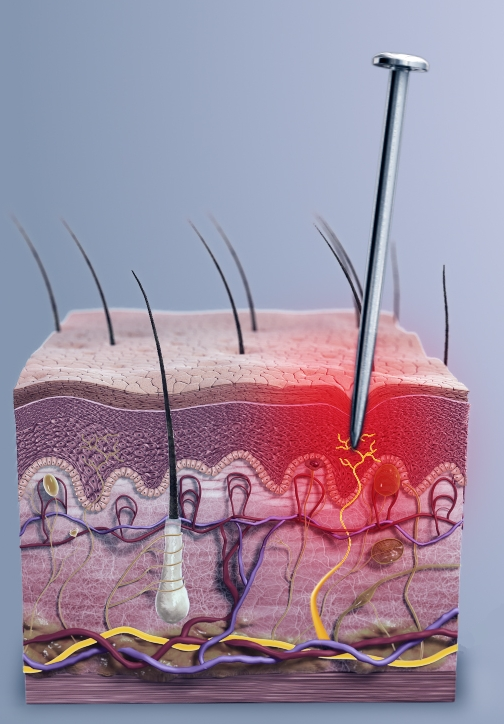
En color amarillo se representan las terminaciones nerviosas libres de neuronas sensitivas que captan los estímulos dolorosos.

Los receptores sensoriales son estructuras microscópicas que pueden clasificarse en alguno de los tres grupos siguiente:
- Terminaciones nerviosas libres de neuronas sensitivas. Por ejemplo los receptores al dolor y la temperatura.[3]
- Terminaciones nerviosas encapsuladas de neuronas sensitivas. Por ejemplo los receptores de presión, vibración y algunas sensaciones táctiles.
- Células especializadas. Por ejemplo los conos y bastones situados en la retina que son sensibles a la luz y hacen posible la visión.

## Fisiología general del receptor sensorial

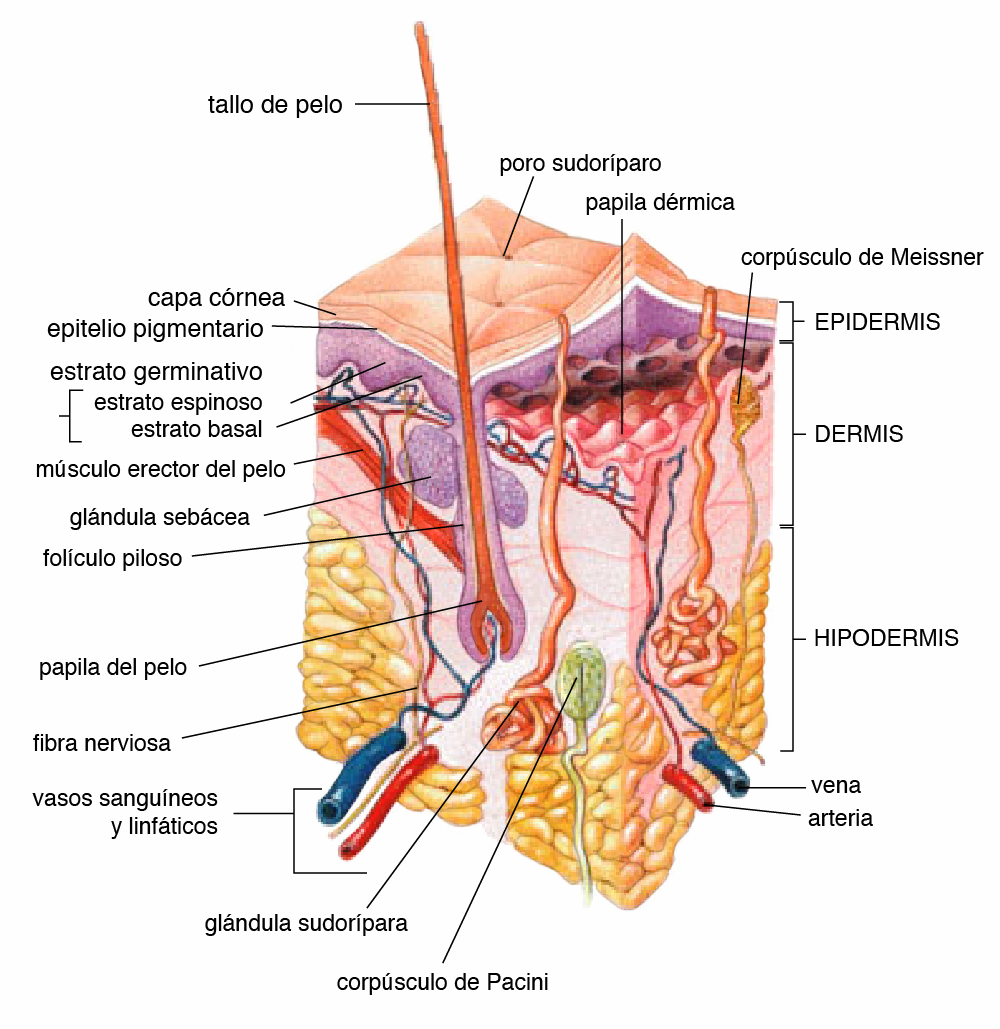
Los corpúsculos de Paccini son mecanorreceptores que se localizan en las capas profundas de la piel.

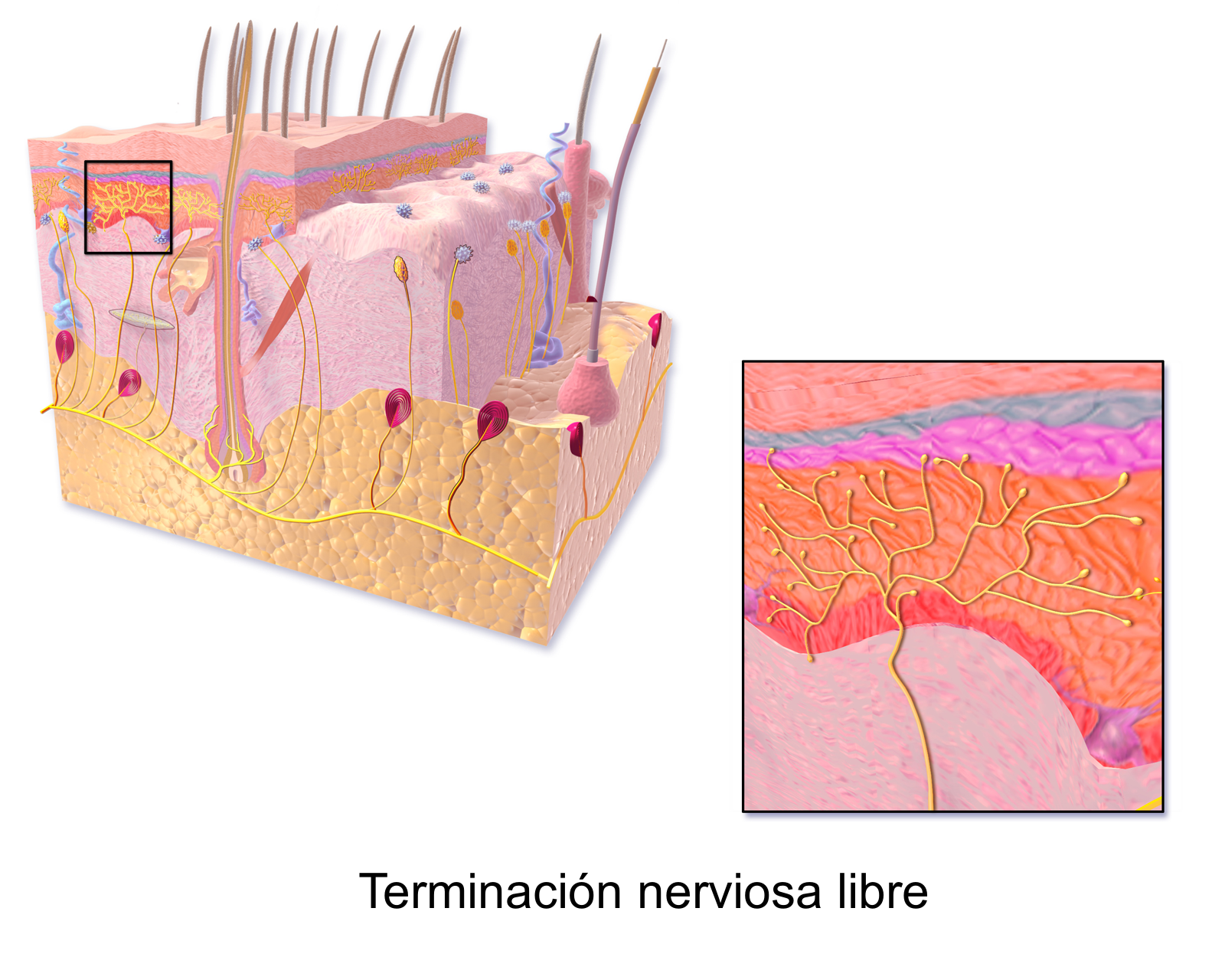
Terminación nerviosa libre responsable del dolor.

Las estructuras sensoriales más utilizadas para estudiar el funcionamiento básico de los receptores han sido los corpúsculos de Pacini, los husos musculares y los receptores de estiramiento en crustáceos. Los corpúsculos de Pacini son mecanorreceptores localizados en capas profundas de la piel, en tejidos conectivos, tendones y articulaciones. Están implicados en la sensación de presión y de vibración. Son relativamente grandes (longitud: 1 mm, diámetro:0,6 mm), fácilmente disecables y estructuralmente sencillos.
Cualquier presión superficial se transmite a través de la estructura accesoria hasta la membrana receptora, cuya permeabilidad aumenta por apertura de los canales iónicos. Así la membrana receptora se despolariza y da lugar al potencial generador, cuya magnitud depende de la deformación de la membrana y, por lo tanto, de la magnitud del estímulo. Este potencial local se transmite mediante circuitos de corrientes locales hasta el primer nodo de Ranvier. Aquí, si la intensidad de las corrientes es suficiente para alcanzar el umbral de excitación, se generará un potencial de acción, que se propagará sin decremento en sentido centrípeto. La frecuencia de impulsos nerviosos que viajan por el axón depende de la magnitud del potencial generador, la cual es función de la intensidad del estímulo: en el receptor se produce una codificación del estímulo en frecuencias de impulsos nerviosos. Básicamente, estos hechos son comunes a la fisiología de todos los receptores.

## Clasificación

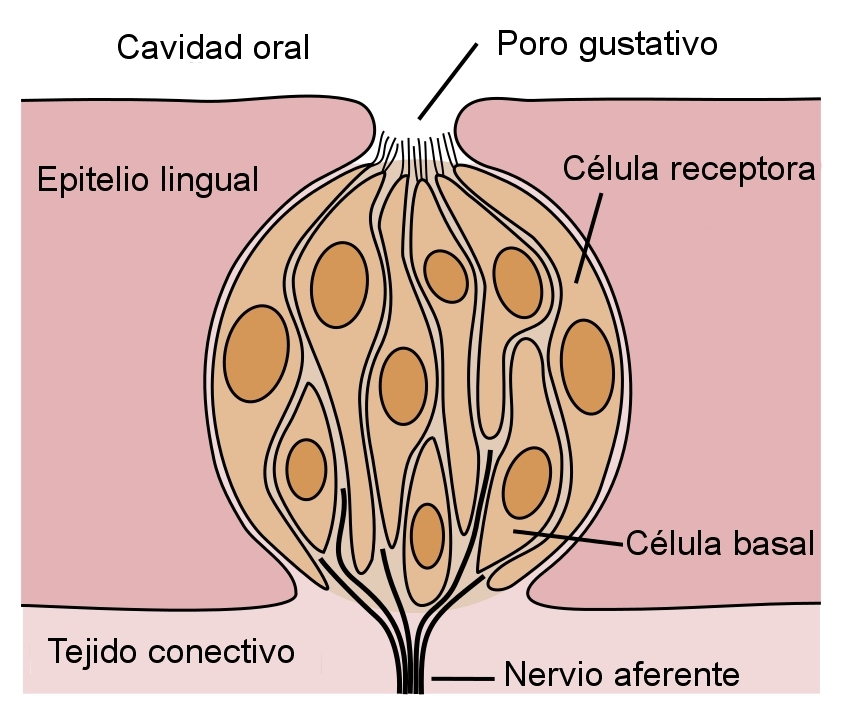
Botón gustativo situado en la lengua que permite el sentido del gusto.

Cada variedad de receptor sensitivo detecta un tipo diferente de estímulo y en cambio es insensible a otros. De esta forma los conos y bastones situados en la retina son sensibles a la luz, los osmorreceptores del hipotálamo son capaces de responder a pequeños cambios en la osmolaridad de la sangre y los receptores al dolor situados en la piel se activan ante cualquier estímulo que provoque daño en el tejido circundante. Los receptores sensoriales se pueden clasificar de varias formas, la más utilizada es según el tipo de estímulo al que son capaces de reaccionar.

### Por el tipo de estímulo
- Mecanorreceptores. Son receptores sensibles a estímulos mecánicos de diferentes tipos. Detectan cuando se produce un estiramiento o deformación en los tejidos, proporcionan la sensación del tacto, vibración y presión.[5] Corpúsculos de Pacini, receptores de Merkel, corpúsculos de Krause, corpúsculos de Ruffini.
- Fotorreceptores: Los fotorreceptores son células especializadas que se encuentran en la retina de los animales vertebrados. Tienen la capacidad de transformar la luz en impulsos nerviosos que llegan al cerebro a través del nervio óptico (fototransducción), haciendo posible el complejo proceso de la visión. Existen dos tipos de células fotorreceptoras: conos y bastones. Los conos permiten detectar los colores, mientras que los bastones hacen posible la visión en condiciones de escasa luminosidad.[6]
- Termorreceptores. Son capaces de discriminar temperaturas en un rango comprendido entre -10 °C percibidas como extremadamente frías y 60 °C que son percibidas como extremadamente calientes. Pueden ser externos que se localizan en la piel o internos como los ubicados en el hipotálamo que detectan la temperatura interna del organismo.[7]
- Quimiorreceptores: Permiten detectar la concentración de sustancias químicas, entre ellos el gusto (en la boca), el olor (en la nariz), la cantidad de oxígeno en la sangre arterial, la osmolaridad de los líquidos corporales y la concentración de dióxido de carbono.
  - Quimiorreceptores internos (no conscientes): Receptores asociados al nivel del hipotálamo, tallo cerebral, sistema respiratorio y arco aórtico.
  - Quimiorreceptores externos: Receptores gustativos en la lengua (botón gustativo) y olfativos en la nariz.
- Nociceptores. Son receptores del dolor que se activan cuando se produce un daño en los tejidos que puede estar causado por un estímulo mecánico como un golpe intenso, pero también por un estímulo térmico como en una quemadura o químico. Están formados por terminaciones nerviosas libres que no forman corpúsculos y se encuentran distribuidas en la piel y en gran parte de los órganos internos como las articulaciones y el periostio que recubre los huesos.  Numerosas sustancias que se producen cuando existe algún daño tisular pueden activar estos receptores, entre ellas la bradicinina. Dependiendo de la velocidad de conducción de las fibras nerviosas, puede distinguirse un dolor agudo que se transmite a una velocidad de entre 6 y 30 m/s y un dolor lento más crónico que se transmite a una velocidad inferior de entre 0,5 y 2 m/s.[2]
- Electrorreceptores o galvanorreceptores: Son receptores sensibles a corrientes o campos eléctricos, no existen en la especie humana, pero si en determinados animales. Los tiburones, por ejemplo, poseen electrorreceptores muy sensibles que les resultan de utilidad para detectar a sus presas cuando están enterradas en la arena del fondo.[8]

### Por la procedencia del estímulo
- Exterorreceptores. Este tipo de receptores captan información procedente del exterior del organismo, por ejemplo los receptores olfatorios que detectan las moléculas odoríferas del aire.
- Interorreceptores. Son sensibles a información procedente del interior del organismo. Se dividen en dos tipos:
  - Viscerorreceptores. Informan sobre cambios en el medio interno del organismo.
  - Propioceptores.  Informan sobre los cambios de posición en el espacio, la postura y el tono muscular. Por ejemplo los receptores situados en el vestíbulo del oído que son de gran importancia para el mantenimiento del equilibrio y los husos neuromusculares que son receptores de estiramiento ubicados en los músculos esqueléticos que informan sobre la posición y el movimiento.[9]